# Gé Pellini
Gé Pellini est un sculpteur français né en 1966 à Nancy, principalement connu pour ses sculptures minimalistes d'animaux à cornes, en particulier de taureaux et de rhinocéros.

## Biographie
Dès son plus jeune âge, Gé Pellini est fasciné par la sculpture. Il s'initie à l'art en apprenant les techniques de dessin et de sculpture.
Il suit une formation d'ébéniste sculpteur et poursuit son perfectionnement dans divers ateliers.
Il abandonne le travail du bois qu'il trouve trop industrialisé pour un emploi d'infographiste, tout en continuant à sculpter.
À partir de 1995, il se consacre pleinement à la sculpture sur marbre en taille directe.
Aujourd'hui, ses œuvres sont présentes dans des collections privées et publiques à travers le monde.

## Œuvre
L'art de Gé Pellini se caractérise par des sculptures aux formes simplifiées et des lignes soigneusement étudiées, offrant une vision archétypale des sujets qu'il aborde.
Inspiré par la nature, Gé Pellini manifeste une prédilection pour les animaux à cornes tels que les rhinocéros et les taureaux. Cependant, il travaille également sur d'autres thèmes tels que le faucon, le toucan, l'hippopotame, le bouquetin, ou encore le baiser.
Gé Pellini cherche à capturer l'essence même de ses sujets, allant au-delà de leur apparence physique.
Cette démarche est rendue possible par une étude approfondie et une exécution technique minutieuse lui permettant d'éliminer tout détail qu'il considère superflu en amplifiant toutefois certains attributs.
Gé Pellini considère la technique comme un moyen au service de l'expression artistique, soutenant que « la technique doit s'effacer devant l'artistique » et que « pour faire simple, il faut être juste ».
Paradoxalement, bien qu'elles soient proches de l'abstraction, ses œuvres restent fondamentalement figuratives.

## Matériaux et surfaces
Gé Pellini privilégie le marbre et le bronze pour la réalisation de ses sculptures. Il explique : « Ces matériaux nobles et robustes font écho à la nature des animaux que je représente ».
Dans le but de parfaire chaque trait, il accorde une grande importance au travail de surface, en particulier au polissage et à son usage distinctif du martelage.
À travers ces textures, il cherche à insuffler un sentiment de vitalité et à transmettre la puissance inhérente à ses sujets.
En plus de ses œuvres de taille moyenne, une grande partie se retrouve sous forme monumentale, démontrant une capacité à jouer avec les échelles sans compromettre l'intégrité de sa démarche artistique. Il a par exemple répondu à une commande de la ville de Nancy en réalisant un taureau de 3 mètres de long pour 900 kg en bronze thermolaqué rouge. L'œuvre intitulée "Le Taureau de Nancy" est installée sur le parvis du palais des congrès (centre Prouvé), place de la République à Nancy.

## Engagement

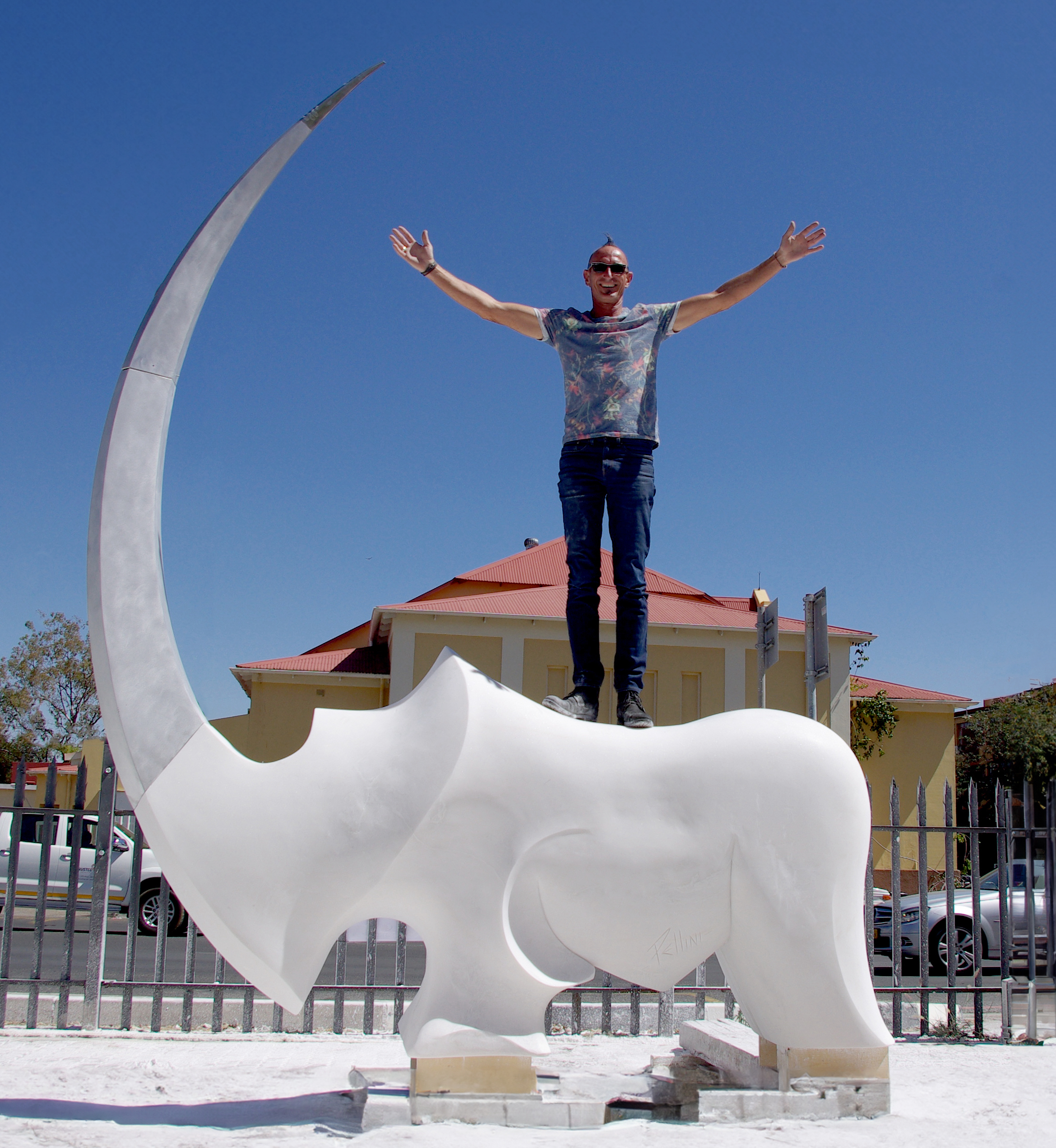
Rhinocéros, marbre, 2017, Gé Pellini, Windhoek, Namibie

L'approche minimaliste de Gé Pellini célèbre la beauté et la puissance des animaux, tout en nous invitant à une réflexion sur notre relation avec la nature.
Gé Pellini s'engage en faveur de causes environnementales, et participe en 2017 à un projet en Namibie destiné à la protection des rhinocéros. Il sculpte à Windhoek dans un bloc de marbre de 9 tonnes, un rhinocéros de 3,5 mètres de haut, doté d'une corne en aluminium.
Les bénéfices de la vente de cette œuvre ont été intégralement reversés à des initiatives anti-braconnage.

## Collaborations
Gé Pellini participe à plusieurs collaborations artistiques,. En 2022, il s'associe notamment à la cristallerie Daum pour la création d'une sculpture en édition limitée intitulée « Rhinocéros Ongava ». L'œuvre en pâte de cristal mesure 35 cm de long. Elle est déclinée en deux couleurs : bleue et ambre.
En 2023, il réalise une œuvre servant de modèle pour l'épreuve du concours général des métiers de la fonderie. Lors de la cérémonie de remise des prix en Sorbonne, en présence de Gé Pellini, un exemplaire est remis au ministre de l'Éducation nationale et de la Jeunesse de l'époque, Pape Ndiaye.

## Collections publiques et acquisitions (sélection)

### France
- Nancy[31] - Place de la République
- Grasse
- Lunéville[32]- Hôpital
- Lunéville - Château de Lunéville
- Port d'Envaux - anciennes carrières
- Bressuire
- Hagondange[33]
- Villers-lès-Nancy
- Rodemack[34]
- Saint-Max
- Amnéville
- Jarnac - Musée Mitterand
- Toul : monument du jardin Émile Moselly[35]

### International
- Namibie - Windhoek
- Chypre - Aya Napa Κύπρος [6],[36]
- Japon - Akita 秋田県
- Suisse - Morges
- Turquie- Edirne - Université des Beaux-Arts
- Guatemala - Guatemala-city - Musée d’art moderne[37]
- Chine - Shuangyang 雙陽 长春 - World Sculpture Park[38]
- Allemagne - Nonnweiler - Otzenhausen Europe Akademie
- Moldavie - Comrat-city Гагау́зия
- Russie - Ramzay Россия [39]
- Luxembourg - Luxembourg
- Guyane - Kourou
- Maroc - Marrakech راكش - Boulevard Mohammed VI
- Pologne - Opole